# Parafia św. Maksymiliana Marii Kolbego w Woźnicach
Parafia świętego Maksymiliana Marii Kolbego w Woźnicach – parafia rzymskokatolicka, znajdująca się w diecezji ełckiej, w dekanacie Mikołajki.